# 9008 Bohšternberk
9008 Bohšternberk è un asteroide della fascia principale. Scoperto nel 1984, presenta un'orbita caratterizzata da un semiasse maggiore pari a 2,1767126 UA e da un'eccentricità di 0,1066086, inclinata di 6,38222° rispetto all'eclittica.